# Knockout City
Knockout City est un jeu vidéo d'action développé par Velan Studios et édité par Electronic Arts. Le jeu est sorti sur Microsoft Windows, Nintendo Switch, PlayStation 4, PlayStation 5, Xbox One et Xbox Series en mai 2021.
En février 2023, Jeremy Russo, le directeur du jeu, annonce la fermeture des serveurs de Knockout City pour le 6 juin 2023.

## Système de jeu
Knockout City est un jeu vidéo multijoueur compétitif en équipe dont les règles de jeu ressemblent à Dodgeball. Le but du joueur est d'attaquer les ennemis de l'équipe adverse en les assommant avec des ballons. Il existe plusieurs types de ballons dans le jeu, dont la Moon Ball, qui permet au joueur qui tient le ballon de sauter plus haut, et la Bomb Ball, qui est une bombe à retardement qui explose à l'impact Les joueurs peuvent lancer rapidement la balle ou charger la balle pour un Ultimate Throw, ce qui prend plus de temps mais se verrouille automatiquement sur les ennemis proches et se traduit par une attaque plus efficace. Les joueurs peuvent esquiver ou attraper le ballon qui leur est lancée, après avoir été touchés deux fois par un ballon le joueur réapparait . Le joueur peut également stimuler un lancer de ballon et plaquer un adversaire qui tient un ballon. Au fur et à mesure que le joueur progresse dans le jeu, il recevra des HoloBucks, qui peuvent être dépensés dans le Brawl Shop pour débloquer divers éléments de personnalisation.

## Développement
Knockout City est actuellement développé par Velan Studios, qui avait déjà travaillé sur Mario Kart Live: Home Circuit réalisé en 2020. L'équipe, qui compte environ 85 employés, a passé quatre ans à développer le jeu, dont Velan Studios l'a comme un titre « dodgebrawl », et son PDG, Karthik Bala, a ajouté que l'équipe avait choisi le ballon prisonnier comme thème du jeu principale du jeu parce qu'il était considéré comme un sport « intuitif ». Le jeu a été conçu pour être accessible aux deux nouveaux venus, tout en étant suffisamment complexe pour les joueurs compétitifs. Velan Studios a conçu un moteur nommé Viper pour propulser le jeu et a créé un script de programmation nommé V-script, qui visait à contrer la latence du réseau.
Le jeu a été officiellement annoncé via Nintendo Direct le 17 février 2021. Une version bêta du jeu s'est déroulée du 2 avril 2021 au 4 avril 2021 pour PC et consoles,. Knockout City devrait sortir sur Microsoft Windows, Nintendo Switch, PlayStation 4, PlayStation 5, Xbox One et Xbox Series X et Series S le 21 mai 2021 avec un système multiplateforme et une progression partagée. Velan a envisagé le jeu comme un service en direct et introduira régulièrement de nouveaux contenus au fil des saisons. Chaque saison durera neuf semaines. 

## Accueil
Certaines critiques ont comparé le jeu à Rocket Arena, un autre jeu vidéo de 2020 également édité par Electronic Arts,.